# Schwarzwaldbahn
La Schwarzwaldbahn (letteralmente: «ferrovia della Foresta Nera») è una linea ferroviaria tedesca che congiunge Offenburg a Singen attraversando la Foresta Nera.

## Storia
I lavori per la costruzione della linea iniziarono nel 1865; nel luglio dell'anno successivo aprì la prima tratta, tra Offenburg e Hausach, mentre nel successivo mese di settembre toccò alla Engen-Singen (in quest'ultima località si allacciava alla ferrovia dell'Alto Reno, aperta nel 1863). Nel giugno 1868 la ferrovia raggiunse Donaueschingen e nell'agosto 1869 Villingen; venne completata il 10 novembre 1873 con l'apertura della tratta centrale Hausach-Villingen, ritardata a causa della guerra franco-prussiana.
Il 26 giugno 1972 iniziarono i lavori per l'elettrificazione della linea; il 28 settembre 1975 iniziò il servizio a trazione elettrica tra Offenburg e Villingen, mentre il resto della linea (e la tratta Singen-Costanza della linea dell'Alto Reno) venne elettrificata nel 1977.

## Caratteristiche

### Percorso
| Straight track |

| Station on track |

| Unknown route-map component "ABZgr" |

| Stop on track |

| Unknown route-map component "eBHF" |

| Unknown route-map component "eHST" |

| Station on track |

| Unknown route-map component "eHST" |

| Station on track |

| Unknown route-map component "ABZgl" |

| Stop on track |

| Station on track |

| Station on track |

| Unknown route-map component "ABZgl" |

| Unknown route-map component "eHST" |

| Unknown route-map component "eBHF" |

| Station on track |

| Non-passenger station/depot on track |

| Non-passenger station/depot on track |

| Station on track |

| Non-passenger station/depot on track |

| Enter and exit tunnel |

| Non-passenger station/depot on track |

| Small bridge over water |

| Station on track |

| Small bridge over water |

| Unknown route-map component "eBHF" |

| Unknown route-map component "eBHF" |

| Station on track |

| Unknown route-map component "ABZgl" |

| Non-passenger station/depot on track |

| Stop on track |

| Unknown route-map component "eABZgl" |

| Stop on track |

| Non-passenger station/depot on track |

| Stop on track |

| Stop on track |

| Stop on track |

| Small bridge over water |

| Stop on track |

| Station on track |

| Unknown route-map component "ABZgr" |

| Small bridge over water |

| Unknown route-map component "eBHF" |

| Unknown route-map component "eBHF" |

| Unknown route-map component "eBHF" |

| Unknown route-map component "hKRZWae" |

| Stop on track |

| Unknown route-map component "SKRZ-Au" |

| Unknown route-map component "ABZg+r" |

| Stop on track |

| Station on track |

| Unknown route-map component "ABZgl" |

| Unknown route-map component "hKRZWae" |

| Unknown route-map component "ABZg+l" |

| Unknown route-map component "eHST" |

| Unknown route-map component "SKRZ-Au" |

| Station on track |

| Station on track |

| Non-passenger station/depot on track |

| Stop on track |

| Unknown route-map component "eBHF" |

| Unknown route-map component "SKRZ-Au" |

| Stop on track |

|  | Unknown route-map component "eKRZu" | Unknown route-map component "exSTR+r" |

|  | Unknown route-map component "ABZg+rxl" | Unknown route-map component "exSTRr" |

| Station on track |

| Unknown route-map component "ABZlr" |